# ۳ نوامبر
۳ نوامبر در تقویم گرگوری، سیصد و هفتمین (در سال‌های کبیسه سیصد و هشتمین) روز سال است. ۵۸ روز تا پایان سال باقی است.

## رویدادها
- ۲۴۵ - تأسیس شهر قزوین به دستور شاپور اول.
- ۶۴۴ - عمر بن خطاب دومین خلیفه اسلامی به دست فیروز برده ایرانی کشته شد.
- ۱۴۹۳ - کریستوف کلمب جزیره دومینیکا در دریای کارائیب را کشف کرد.
- ۱۵۹۲ - شهر سن لوئیس پوتوسی مکزیک ساخته شد.
- ۱۷۹۳ - الیمپ دگوژ نوسنده، روزنامه‌نگار و فمینیست فرانسوی با گیونین اعدام شد.
- ۱۸۱۷ - بانک مونترآل به عنوان قدیمی‌ترین بانک آمریکا تأسیس شد.
- ۱۹۰۳ - با حمایت ایالات متحده پاناما از کلمبیا جدا شد.
- ۱۹۱۱ - خودروی شورولت برای رقابت با فورد مدل تی رسماً وارد بازار اتوموبیل‌ها شد.
- ۱۹۱۸ - لهستان از روسیه اعلام استقلال کرد.
- ۱۹۱۸ - با وقوع انقلاب نوامبر در آلمان قیصر از سلطنت خلع و جمهوری وایمار در این کشور تأسیس شد.
- ۱۹۳۵ - جورج دوم یونان با رای و خواسته مردم تاج و تخت را بازپس گرفت.
- ۱۹۴۳ - ۵۰۰ بمب افکن آمریکایی بندر ویلهمسهافن آلمان را بمباران و با خاک یکسان کردند.
- ۱۹۵۴ - نخستین قسمت از فیلم‌های گودزیلا اکران و موجودی با همین نام به وجود آمد.
- ۱۹۵۶ - در جریان کشتار خان یونس در غزه تحت کنترل مصر توسط نیروهای اسرائیلی ۲۷۵ مرد عرب کشته شدند.
- ۱۹۷۳ - ناسا مارینر ۱۰ را به عنوان اولین فضاپیمایی که در مدار مریخ قرار گرفت به سمت این سیاره شلیک کرد.
- ۱۹۷۸ - کشور دومینیکا از بریتانیا کسب استقلال کرد.
- ۱۹۸۲ - در اثر آتشسوزی در تونل سالنگ افغانستان حدود ۲۰۰۰ نفر کشته شدند.
- ۱۹۸۶ - با چاپ نخستین گزارش معامله فروش سلاح به ایران در روزنامه «الشرع» لبنان، ماجرای ایران - کنترا آغاز شد.
- ۱۹۸۶ - مجمع الجزایر میکرونزی استقلال خود را از ایالات متحده کسب کرد.
- ۱۹۸۸ - در پی تلاش شبه نظامیان تامیل سریلانکایی برای سرنگونی دولت مالدیو و تقاضای کمک مأمون عبد القیوم رئیس جمهور این کشور از هند، نیروهای هندی در طی ۲۴ ساعت کودتاچیان را سرکوب کرد.
- ۱۹۹۶ - عبدالله جاتلی رهبر گروه افراطی ناسیونالیستی، فاشیستی و پان ترک گرگ‌های خاکستری در تصادفی مشکوک کشته شد.
- ۱۹۹۷ - ایالات متحده به بهانه نقض حقوق بشر شهروندان و حمایت از گروه‌های افراطی اسلامی در خاورمیانه و شمال آفریقا تحریم‌های اقتصادی علیه سودان وضع کرد.
- ۲۰۱۳ - خورشیدگرفتگی به پهنای آفریقا، اروپا و شرق ایالات متحده به وقوع پیوست.
- 2020 - بایدن انتخابات رئیس جمهور ایالات متحده را برد.[۱]

## زادروزها
- ۱۹۰۱ – آندره مالرو، نویسنده، منتقد هنری و سیاست‌مدار فرانسوی. (د. ۱۹۷۶)
- ۱۹۳۰ – بیل دانا، مهندس، خلبان و فضانورد اهل ایالات متحده (د. ۲۰۱۴)
- ۱۹۴۵ - گرد مولر، بازیکن آلمانی سابق تیم بایرن مونیخ
- ۱۹۴۷ – فرج سرکوهی، روزنامه‌نگار و منتقد ایرانی
- ۱۹۴۸ – هلموت کوینیگ، رانندهٔ مسابقات اتومبیل‌رانی اهل استرالیا (د. ۱۹۷۴)
- ۱۹۶۲ – گیب نیوئل، خودشاغل اهل ایالات متحده، از بنیان‌گذاران شرکت ولو
- ۱۹۶۹ – رابرت مایلز، دی‌جی و تهیه‌کنندهٔ موسیقی سوئیسی-ایتالیایی (د. ۲۰۱۷)
- ۱۹۷۹ - پابلو آیمار،بازیکن فوتبال اهل آرژانتین

## درگذشت‌ها
- ۹۷۰ - ابوبکر آجری فقیه و محدث عراقی
- ۱۲۵۴ - ژان سوم دوکاس واتاتزس، امپراتور نیقیه (زادروز پیرامون ۱۱۹۳)